# Octavian Goga

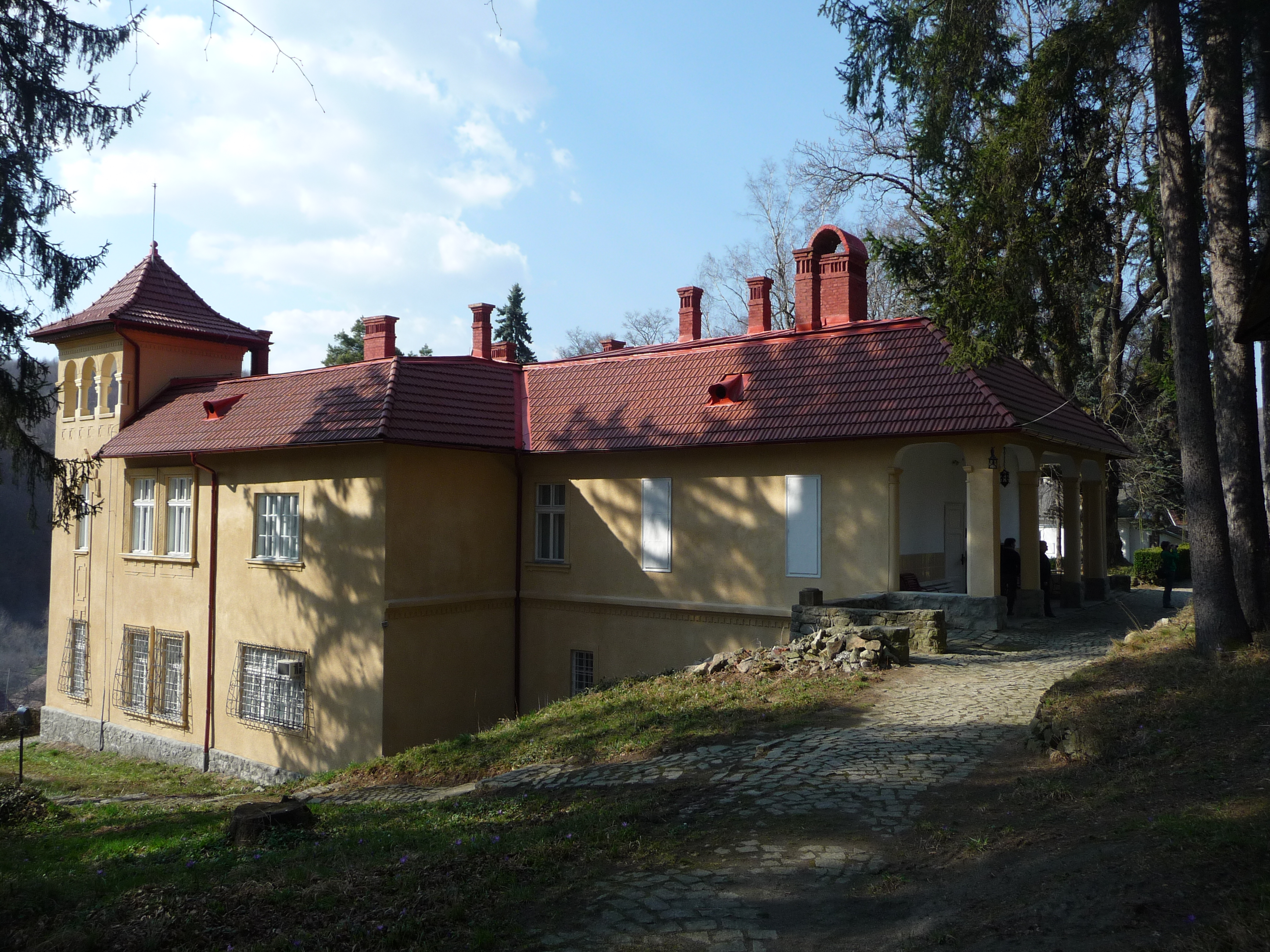
Goga csucsai kastélya

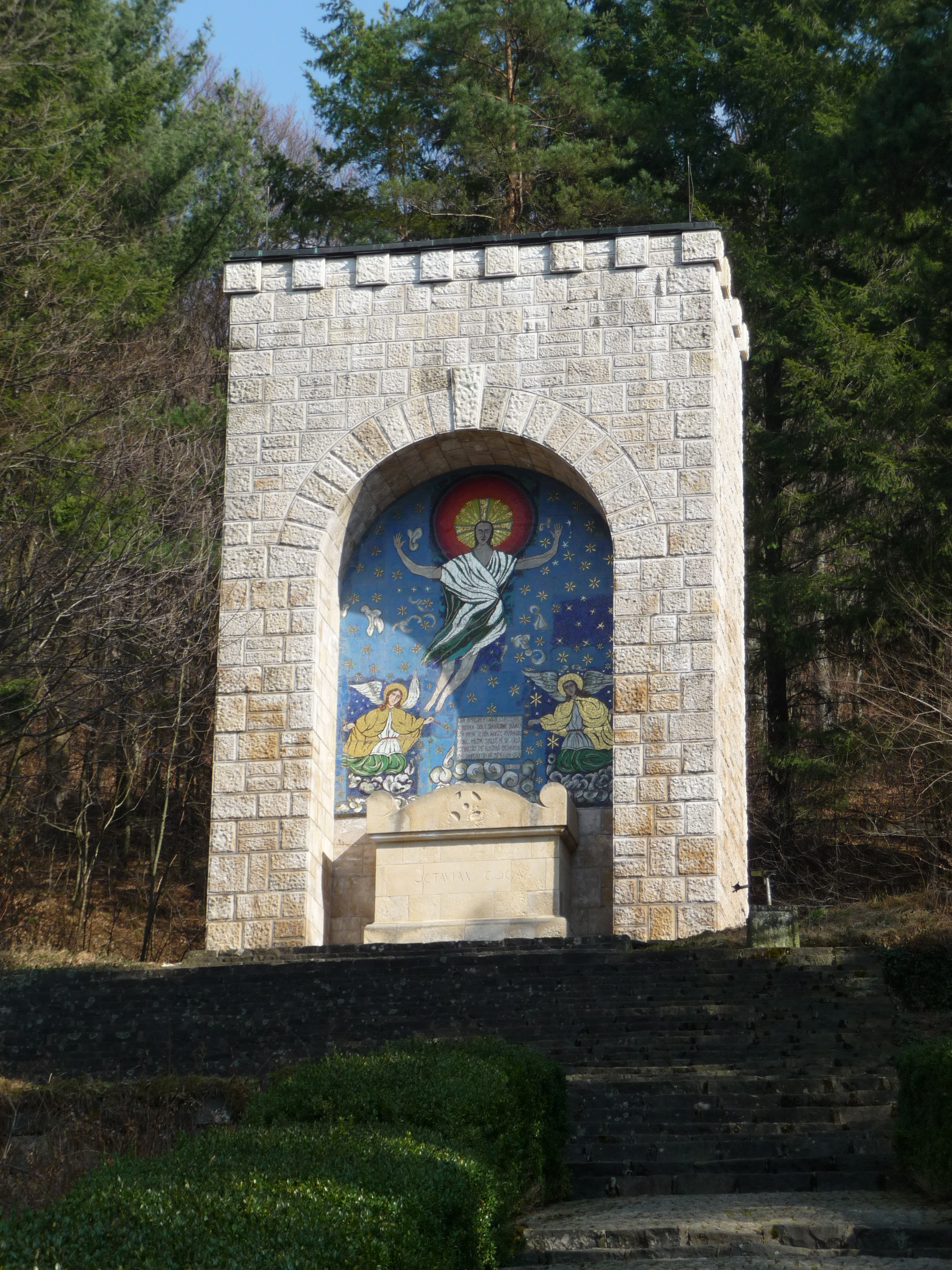
Goga csucsai mauzóleuma

Octavian Goga (Resinár (románul Rășinari), 1881. április 1. – Csucsa (románul Ciucea), 1938. május 7.) román költő, drámaíró, antiszemita politikus, miniszter (1919–1920, 1926), a Román Királyság miniszterelnöke (1937–1938).

## Élete
1881-ben született a Nagyszebenhez közeli Resináron, az irodalom iránt fogékony Aurelia és Iosif Goga tiszteletes gyermekeként. A resinári elemi iskola elvégzése után Nagyszebenben került egy magyar középiskolába, ahonnan az utolsó évében távozott, és átiratkozott egy brassói román tannyelvű gimnáziumba. 1900 és 1904 között egyetemi tanulmányait a budapesti egyetem bölcsészettudományi karán, majd – 1905-től, mint az ASTRA erdélyi román kulturális és irodalmi egyesület ösztöndíjasa – Berlinben végezte. Németországi tanulmányait félbeszakítva visszatér Nagyszebenbe, mivel kinevezték az ASTRA titkárává (1906–1909). Mindemellett 1907-től hét évig ő volt a Țara Noastrǎ című hetilap szerkesztője. Cikkei miatt rövid börtönbüntetésre ítélték, amit a szegedi Csillagbörtönben töltött le.
1914-ben Bukarestbe költözött, és élénk tevékenységet fejtett ki Romániának az Antant melletti hadbalépése érdekében.
1918-ban a Román Nemzeti Tanács tagjaként részt vett a párizsi béketárgyalásokon.
Fontosabb tisztségei:
- művelődésügyi miniszter (1919),
- államminiszter (1920),
- belügyminiszter (1926),
- miniszterelnök (1937. december 27. – 1938. február 11.).

1920-ban a Román Akadémia tagjává választották, 1924-ben a Nemzeti Könyvdíjjal tüntették ki, 1932-ben a kolozsvári egyetem díszdoktora lett.
Egy ideig Ady Endre barátja volt; Ady halála után megvásárolta a csucsai kastélyt.
1937 decemberében II. Károly király felkérte kormányalakításra, 
s az általa vezetett új román kormány meghozta az első zsidótörvényt. Az 1938. január 21-én – a király, Goga és Vasile Rădulescu-Mehedinți igazságügyi miniszter kézjegyével ellátott és – életbe léptetett 169-es törvényerejű rendelettel – mely kimondja, hogy minden zsidónak, aki az első világháború után Nagy-Romániában lett román állampolgár, hiteles iratokkal kellett személyazonosságát igazolnia, s így – több százezer (225 222) zsidó származású romániai lakostól vonták meg a román állampolgárságot. Kormánya a nemzetközi tiltakozások hatására 1938. február 10-én lemondott, s másnap már Miron Cristea pátriárka megalakította kormányát.
1938. május 7-én Csucsán hunyt el, temetését Bukarestben tartották, koporsóján horogkereszttel. Két hónap után újratemették csucsai birtokán, majd 1958-ban kihantolták maradványait, és a felesége által építtetett  mauzóleumban helyezték el.

## Irodalmi munkássága
1902-ben részt vett a Luceafărul szépirodalmi folyóirat alapításában. Első verseskötete 1905-ben, Budapesten jelent meg Poezii (Költemények) címmel. Költészetére erőteljesen hatott a magyar népköltészet és a kortárs líra, a leginkább Mihai Eminescu munkássága. Számos szimbolista verset is írt. Két színdarabja közül a Domnul notar társadalmi kérdésekkel foglalkozik, a Manole mester (Meșterul Manole) az ismert román népballadának (a 'Kőműves Kelemen' román változata) ad modern értelmezést.
Számos, változatos műfajú művet fordított románra, egyebek között:
- Madách Imre: Az ember tragédiája című színművét,
- Petőfi Sándor több költeményét.[5]

## Magyarul
- Költemények; ford. Kibédi Sándor; Lyceum Ny., Cluj-Kolozsvár, 1938
- Messziről. Versek; ford. Fodor András et al.; Irodalmi, Bukarest, 1968
- Költemények; ford. Majtényi Erik et al., bev. Ion Dodu Bălan; Minerva, Bukarest, 1972
- Hív a földünk. Versek; összeáll. Németi Rudolf, ford. Fodor András et al.; Kriterion, Bukarest, 1988 (Román költők)